# Lucho de Sedas
Luis Rey De Sedas (Ciudad de Panamá, Panamá, 25 de agosto de 1953), más conocido por su nombre artístico Lucho De Sedas, es un cantante panameño de música típica popular panameña, Vallenato y Cumbia.
Icono nacional en su país natal, Panamá, Lucho ha grabado varios discos para Tamayo, Sony Music y Universal Music Latino Records. Su lista de colaboraciones musicales se lee como un quién es quién de la música latinoamericana, incluyendo a Marco Antonio Solis, Alfredo Gutiérrez, El Binomio de Oro De América, Johnny Ventura, Jorge Celedón y Olga Tañón, entre otros.

## Carrera musical
Debutó a los 17 años como solista y bajista de la banda 'Plumas Negras' del fallecido Victorio Vergara. Victorio Vergara Batista fue un reconocido acordeonista panameño. Más tarde, De Sedas trabajó con Ulpiano Vergara, uno de los artistas panameños más reconocidos; formó el dúo más exitoso de la Edad de Oro de la música típica, «La Pareja Explosiva». Crearon muchos clásicos como 'Penas', 'Si el Mar Se Volviera Ron', 'Caminos Equivocados', etc. Más tarde, Lucho creó su grupo llamado "Grupo Selecto", premiado por la Universidad de Panamá por la prensa, la radio, la televisión y el gobierno de su país por su apoyo al folclore nacional.
Lucho De Sedas, el cantautor y director de grupo panameño, alcanzó la cima durante 50 años y se convirtió en un ídolo en Panamá. Su música sigue siendo escuchada en las radios y televisiones de su país, a pesar de haber emigrado a Canadá hace tiempo.
'El Rey De Sedas' tiene un extenso catálogo de música grabada; con su vasta experiencia, ha estado grabando en diferentes países como México, Costa Rica, y más. Su disco El Fantasma del Amor, remasterizado en 2017, se convirtió en uno de los más exitosos de la Cumbia Sonidera en México.
En 2001, decidió establecerse en Toronto, Canadá, para continuar con su carrera musical y llevar al público canadiense un trabajo de calidad y al mismo tiempo integrar la herencia de Lucho en la diversidad de orígenes étnicos que residen en este país. Desde su llegada, Lucho se ha convertido en un pilar de la vibrante escena musical latina de Toronto. Formó su nueva banda dirigida su hijo Juan Diego De Sedas.
Desde el principio, la comunidad latinoamericana les ha reconocido, llevándose a casa varios premios y reconocimientos como el de "Mejor Grupo/Banda" en los Premios Latinos de Canadá. También, Lucho fue nombrado Mejor Artista Masculino del Año por el Canadian Top Choice Award of Excellence. Además, en 2011, recibió la Medalla de Oro de la Alcaldía de Panamá. El trabajo de Lucho también ha sido reconocido por algunas de las diferentes comunidades latinas de Norteamérica.
El Sr. Lucho De Sedas ha llevado su arte a través de Canadá, actuando con su banda en diferentes ciudades y festivales tales como: TLN Latin Fest, Festival Latino de Montreal, Salsa on St. Clair, Hispanic Fiesta, Blue Mountain Salsa Weekend y muchos más. Su fantástica actuación en el festival Rythmes Du Monde le dio la oportunidad de ser nombrado Mejor Artista del Festival.
Con todos los conocimientos adquiridos en este país desde su llegada, la música de Lucho De Seda muestra ahora la brillante explosión tradicional de su sonido y una fusión estilística que caracteriza su música. La música de Lucho puede describirse como una combinación de ritmos populares colombianos y panameños con el dinamismo de la salsa puertorriqueña. El resultado es una emocionante "Nueva Ola" con un estilo único y embriagador que rompe todas las reglas. La música que interpreta ofrece una irresistible colección de ritmos bailables sin abandonar sus raíces.

## Éxitos y clásicos de la música típica panameña
- Soy Quien Te Conviene (Victorio Vergara)
- Penas (Ulpiano Vergara)
- Propiedad Privada
- Moneda Con Cara De Mujer
- Sin Compromiso
- Perdido Por Ti
- Ilusión De Estudiante (La Profesora De Inglés)
- Amores De Ocasión
- Caminos Equivocados
- Si El Mar Se Volviera Ron